# بییار دل ریو
بییار دل ریو (به اسپانیایی: Villar del Río) یک دهستان در اسپانیا است که در سریا واقع شده‌است.

## خصوصیات
بییار دل ریو ۱۲۶ کیلومترمربع مساحت و ۱۷۲ نفر جمعیت دارد.